# قرار مجلس الأمن التابع للأمم المتحدة رقم 2061
قرار مجلس الأمن التابع للأمم المتحدة رقم 2061، المتخذ بالإجماع في 25 يوليو 2012. مدد المجلس ولاية بعثة الأمم المتحدة لمساعدة العراق 12 شهرا أخرى.

## روابط خارجية
- نص القرار في undocs.org.
- الأمم المتحدة.